# 扎哈蘭·阿魯什
扎哈蘭·阿魯什（阿拉伯語：زهران علوش；1971年—2015年12月25日）是叙利亚内战中伊斯兰主义反政府武裝組織「伊斯蘭軍」的前領導人。
阿魯什出生於大马士革农村省的杜馬，父親是一位著名的薩拉菲派教士。他曾在沙特阿拉伯學習伊斯蘭法，2009年被敘利亞政府拘捕，直至2011年6月敘政府大赦時獲釋，隨即加入尋求推翻巴沙爾政府的反政府活動，並於後來創立「伊斯蘭軍」，以大馬士革東郊為主要根據地。
他於2015年12月25日在大马士革市郊開會時死於空襲，敘利亞政府軍宣稱該次攻擊由敘軍進行，不過有反對派人士認為是俄軍所為。Essam al-Buwaydhani繼任「伊斯蘭軍」的軍事領導人。